# Marc Alexandre
Marc Robert Alexandre (Parijs, 30 oktober 1959) is een voormalig Frans judoka. Alexandre werd in 1984 Europees kampioen in het halflichtgewicht tijdens de Olympische Zomerspelen 1984 haalde Alexandre de halve finale die hij verloor en won vervolgens de strijd om het brons. In 1987 won Alexandre een zilveren medaille op de wereldkampioenschappen in het lichtgewicht, dit was Alexandre zijn enige medaille op de wereldkampioenschappen, Alexandre behaalde zijn grootste succes in Seoel door het winnen van olympisch goud in het lichtgewicht.

## Resultaten
- Europese kampioenschappen judo 1984 in Luik  in het halflichtgewicht
- Olympische Zomerspelen 1984 in Los Angeles  in het halflichtgewicht
- Europese kampioenschappen judo 1985 in Hamar  in het halflichtgewicht
- Europese kampioenschappen judo 1986 in Belgrado  in het halflichtgewicht
- Wereldkampioenschappen judo 1987 in Essen  in het lichtgewicht
- Olympische Zomerspelen 1988 in Seoel  in het lichtgewicht
- Europese kampioenschappen judo 1989 in Helsinki  in het halflichtgewicht

1964: Takehide Nakatani ·
1972: Takao Kawaguchi ·
1976: Héctor Rodríquez ·
1980: Ezio Gamba ·
1984: Ahn Byeong-keun ·
1988: Marc Alexandre ·
1992: Toshihiko Koga ·
1996: Kenzo Nakamura ·
2000: Giuseppe Maddaloni ·
2004: Lee Won-hee ·
2008: Elnur Mammadli · 
2012: Mansoer Isajev · 
2016: Shohei Ono · 
2020: Shohei Ono · 
2024: Hidayet Heydarov